# انچال
انچال (به انگلیسی: Anchal) یک منطقهٔ مسکونی در هند است که در کرالا واقع شده‌است.